# Neukircher Hofrevolution
Die Neukircher Hofrevolution war ein Angriff auf das örtliche Gerichtsgebäude (heutige Adresse Hauptstraße 77) und das Gutshaus im sächsischen Neukirch am 12. und 13. September 1830, der sich in eine Reihe von lokalen Unruhen im Königreich Sachsen in den Jahren 1830 und 1831 einreihte.

## Vorgeschichte
In Neukirch war mit der sogenannten böhmischen Lotterie eine illegale Glücksspielvariante verbreitet. Nach der Verhaftung eines Lottogeldkassierers am 17. August 1830 wurden etwa 40 Neukircher Bürger verhaftet, von denen zwei Webergesellen bis in den September hinein inhaftiert blieben.

## Verlauf
Am Nachmittag des 12. September 1830 erschien der Vater eines der Inhaftierten am Gerichtsgebäude und forderte die Freilassung seines Sohnes, womit sich weitere Neukircher Bürger solidarisierten. Obwohl der Gerichtsdirektor der Forderung nachkam, wurde durch die Menge durch erhebliche Sachbeschädigungen die Herausgabe aller Akten des Gerichtsarchivs erzwungen. Diese wurden an Ort und Stelle verbrannt. In der Nacht setzten sich die Ausschreitungen auf dem benachbarten Gutshof fort.

## Auswirkungen
Am 15. September traf eine Untersuchungskommission mit militärischer Verstärkung in Neukirch ein, die gegen etwa 40 Personen ermittelte. Letztlich wurden mehrere Haftstrafen verhängt, die von vierwöchigen Haftstrafen bis hin zu 10 Jahren Zuchthaus reichten.